# Herida por arma de fuego
Una herida por arma de fuego es un tipo de traumatismo causado por agresión con disparo de un arma de fuego, tales como armas ligeras, incluyendo pistolas, revólveres, escopetas, subfusiles y ametralladoras. En términos de salud pública, se estima que ocurren más de 500 000 lesiones cada año por el uso de armas de fuego. La Organización Mundial de la Salud estimó en 2001 que esas heridas representaron aproximadamente un cuarto de las 2,3 millones de muertes violentas: 42 % de ellas por suicidios, 32 % homicidios y 26 % relacionados con guerras y otros conflictos armados.

## Herida de entrada
El punto donde una bala hace impacto y penetración contusiva crea, por lo general, una herida por bala. Es posible que la bala se fragmente antes de chocar con  el cuerpo o bien puede atravesar extremidades en su trayectoria, causando una bala varios orificios que van a provocar al individuo una muerte instantánea o lesiones graves (que también pueden provocar la muerte).

### Orificio de entrada

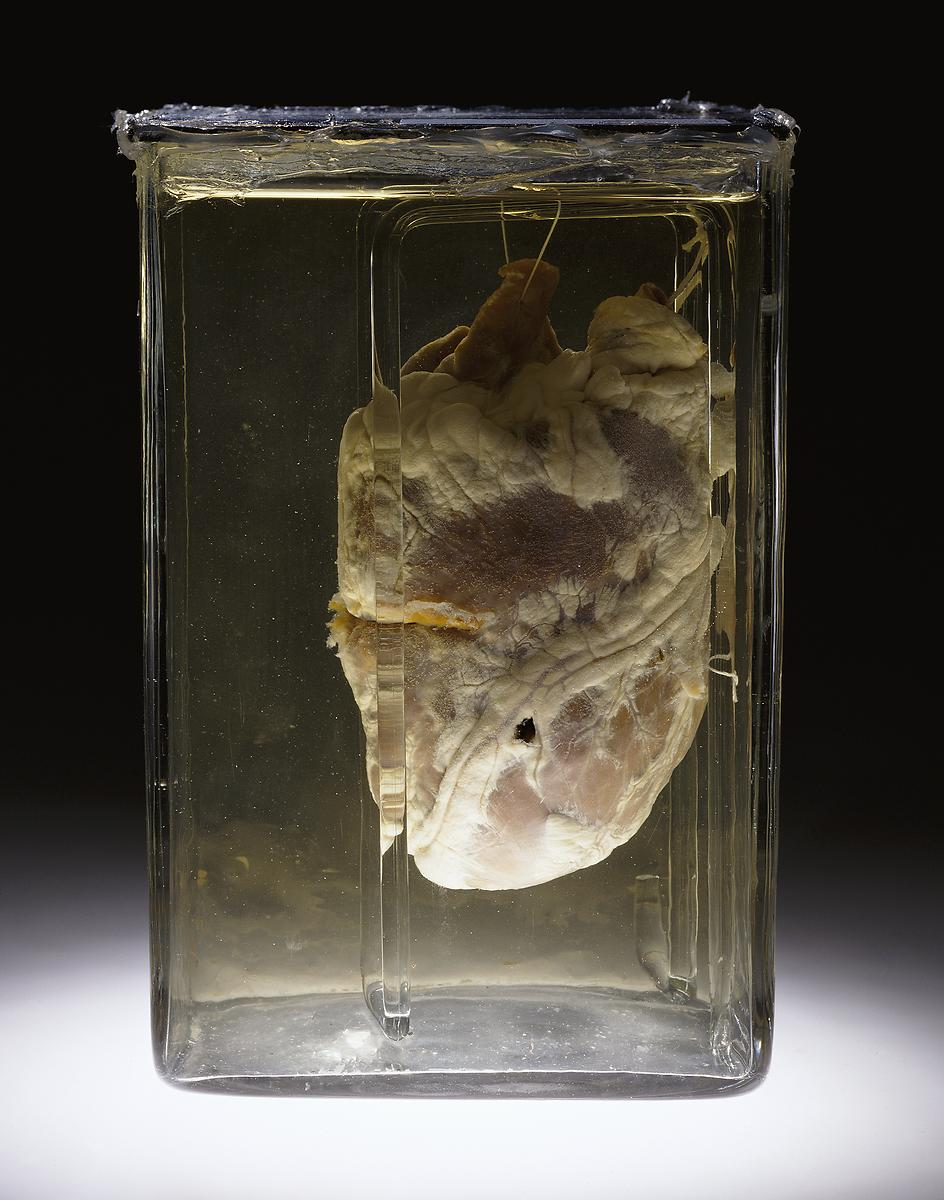
Corazón de un sujeto masculino de 26 años de edad atravesado por una bala, disparo atribuido a un homicidio.

La forma característica de una herida de bala es ovalada o redondeada. Los orificios causados por disparos de corta distancia o de contacto suelen dejar un orificio de forma estrellada, mientras que los disparos más distantes tornan los orificios de entrada en forma de ojal. El grado de elasticidad del tejido que contacta la bala condiciona el tamaño del orificio de entrada, de tal manera que este puede ser del mismo tamaño, menor o mayor que la bala misma.

### Orificio de salida

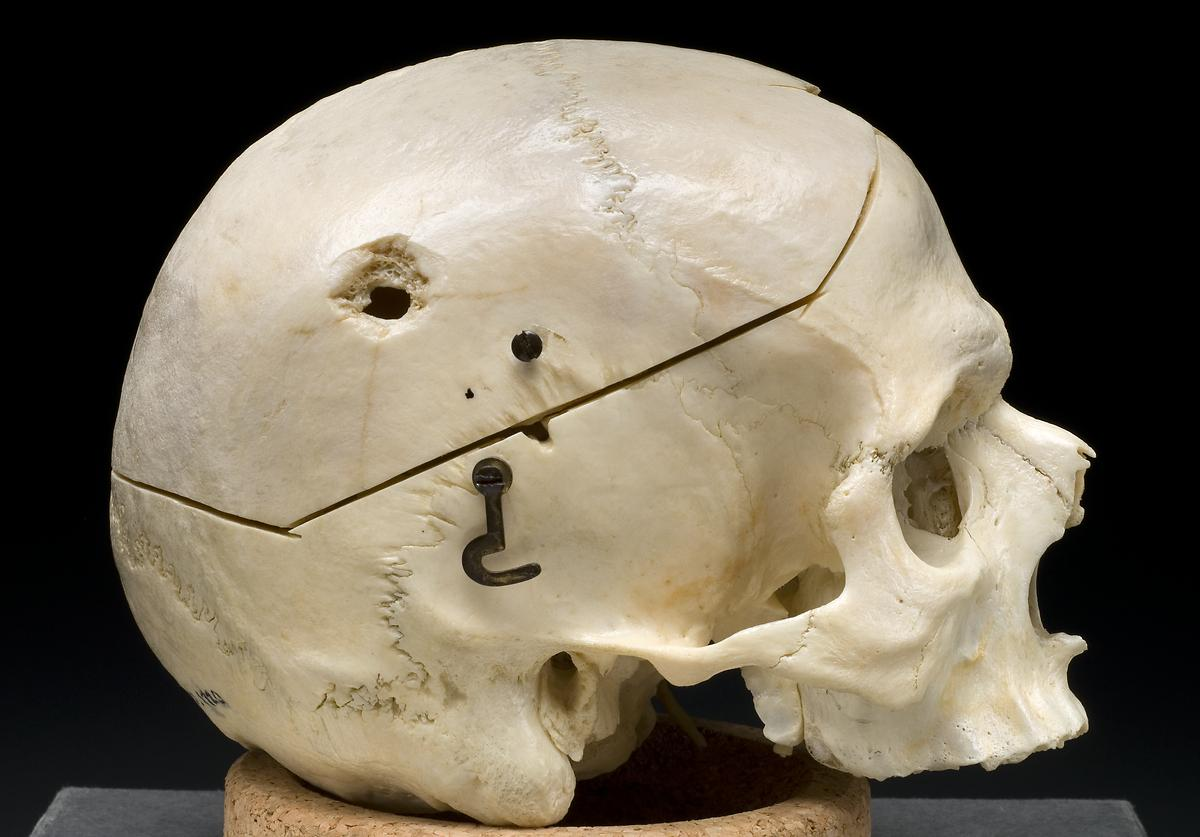
Cráneo humano masculino mostrando un orificio de salida por bala en el hueso parietal, años 1950.

Es originado por un proyectil luego de finalizar su trayecto en un cuerpo, es irregular y está mal definido. Debido a la desviación por el impacto con los órganos suele ser impredecible su localización.

### Trayecto y trayectoria
El recorrido realizado por la bala dentro de un cuerpo se conoce como trayecto, mientras que el recorrido de la bala fuera del cuerpo se conoce como trayectoria. Diversas desviaciones pueden causar una herida sin orificio de salida, mientras que en muchos casos el trayecto conlleva a un orificio de salida.

## Consecuencias
Las características de una herida por arma de fuego a la entrada y a la salida, así como la extensión de la lesión dependen de un gran número de variables, como el tipo de arma usada, el calibre de la bala, la distancia al cuerpo y su trayectoria. Las lesiones penetrantes del tórax por proyectil suelen causar fracturas de las costillas con fragmentos óseos que terminan incrustados en el parénquima pulmonar. Los disparos a quemarropa tienden a cursar con una mayor tasa bruta de mortalidad.
El estudio de las lesiones por arma de fuego forma parte de uno de los temas clásicos, constantes y fundamentales en todos los tratados de Medicina Legal a lo largo de su historia. Ello obedece a cuatro cuestiones básicas:
- Todos los médicos deben conocer sus manifestaciones para su correcta interpretación desde la óptica de la Patología Quirúrgica y de la Patología Forense.
- Su producción exige siempre la investigación judicial por lo que la participación especializada desde la Medicina Legal es imprescindible para la resolución del caso.
- Su incidencia es creciente a lo largo del tiempo y con carácter universal.
- Se han presentado casos de heridas fatales provocadas por armas de aire.